# Uxegney
Uxegney és un municipi francès, situat al departament dels Vosges i a la regió del Gran Est. L'any 2007 tenia 2.017 habitants.

## Demografia

### Població
El 2007 la població de fet d'Uxegney era de 2.017 persones. Hi havia 718 famílies, de les quals 120 eren unipersonals (36 homes vivint sols i 84 dones vivint soles), 207 parelles sense fills, 327 parelles amb fills i 64 famílies monoparentals amb fills.
La població ha evolucionat segons el següent gràfic:
Habitants censats

### Habitatges
El 2007 hi havia 755 habitatges, 735 eren l'habitatge principal de la família, 5 eren segones residències i 15 estaven desocupats. 715 eren cases i 40 eren apartaments. Dels 735 habitatges principals, 632 estaven ocupats pels seus propietaris, 92 estaven llogats i ocupats pels llogaters i 11 estaven cedits a títol gratuït; 5 tenien una cambra, 5 en tenien dues, 59 en tenien tres, 219 en tenien quatre i 447 en tenien cinc o més. 648 habitatges disposaven pel capbaix d'una plaça de pàrquing. A 279 habitatges hi havia un automòbil i a 415 n'hi havia dos o més.

### Piràmide de població
La piràmide de població per edats i sexe el 2009 era:
| Homes | Edats   | Dones |
| ----- | ------- | ----- |
| 0     | 95 o +  | 0     |
| 0     | 90 a 94 | 0     |
| 8     | 85 a 89 | 8     |
| 4     | 80 a 84 | 12    |
| 16    | 75 a 79 | 12    |
| 20    | 70 a 74 | 44    |
| 40    | 65 a 69 | 56    |
| 52    | 60 a 64 | 52    |
| 56    | 55 a 59 | 52    |
| 80    | 50 a 54 | 68    |
| 64    | 45 a 49 | 84    |
| 96    | 40 a 44 | 64    |
| 88    | 35 a 39 | 76    |
| 64    | 30 a 34 | 76    |
| 40    | 25 a 29 | 32    |
| 52    | 20 a 24 | 32    |
| 92    | 15 a 19 | 64    |
| 72    | 10 a 14 | 80    |
| 68    | 5 a 9   | 52    |
| 72    | 0 a 4   | 52    |

## Economia
El 2007 la població en edat de treballar era de 1.339 persones, 979 eren actives i 360 eren inactives. De les 979 persones actives 906 estaven ocupades (483 homes i 423 dones) i 73 estaven aturades (33 homes i 40 dones). De les 360 persones inactives 128 estaven jubilades, 144 estaven estudiant i 88 estaven classificades com a «altres inactius».

### Ingressos
El 2009 a Uxegney hi havia 796 unitats fiscals que integraven 2.210 persones, la mediana anual d'ingressos fiscals per persona era de 19.648 €.

### Activitats econòmiques
Dels 66 establiments que hi havia el 2007, 4 eren d'empreses extractives, 2 d'empreses alimentàries, 1 d'una empresa de fabricació de material elèctric, 1 d'una empresa de fabricació d'elements pel transport, 8 d'empreses de fabricació d'altres productes industrials, 21 d'empreses de construcció, 8 d'empreses de comerç i reparació d'automòbils, 2 d'empreses de transport, 2 d'empreses d'hostatgeria i restauració, 5 d'empreses financeres, 2 d'empreses immobiliàries, 2 d'empreses de serveis, 2 d'entitats de l'administració pública i 6 d'empreses classificades com a «altres activitats de serveis».
Dels 29 establiments de servei als particulars que hi havia el 2009, 4 eren tallers de reparació d'automòbils i de material agrícola, 1 autoescola, 1 paleta, 3 guixaires pintors, 2 fusteries, 8 lampisteries, 4 electricistes, 3 perruqueries, 2 restaurants i 1 saló de bellesa.
Dels 3 establiments comercials que hi havia el 2009, 2 eren fleques i 1 una joieria.
L'any 2000 a Uxegney hi havia 4 explotacions agrícoles.

## Equipaments sanitaris i escolars
L'únic equipament sanitari que hi havia el 2009 era una farmàcia.
El 2009 hi havia 1 escola maternal i 1 escola elemental.

## Poblacions més properes
El següent diagrama mostra les poblacions més properes.